# 九龍巴士202線
九龍巴士202線是一條已停辦的九龍市區巴士路線，由九龍巴士（一九三三）有限公司營辦，循環來往長沙灣（蘇屋邨）及旺角，在2019年12月16日投入服務，並在2022年8月14日取消服務，全程收費為$5.2。此路線在離開長沙灣後，直接途經西九龍走廊直達旺角，回程同時途經大角咀，並取道連翔道返回長沙灣。根據香港特別行政區政府憲報《路線表令》，此路線停辦前屬九龍巴士2號線之特別班次。

## 歷史
為配合蘇屋邨重建完成，及位於東京街近荔枝角道的屋苑落成入伙，運輸署於《2019－2020年度巴士路線計劃》中，建議由九龍巴士2號線抽調用車，開辦往返蘇屋邨和旺角的巴士服務，編號為202，為蘇屋邨居民提供更便捷的巴士服務來往旺角。根據計劃，202線去程在到達東京街後，會轉上西九龍走廊直達旺角維景酒店，然後經西洋菜南街、亞皆老街、深旺道後，取道連翔道前往東京街，再依2號線之走線返回蘇屋，計劃獲得深水埗區議會支持後，此線原定於2019年11月18日起投入服務，但最終押後四週至同年12月16日才正式開辦。
在2022年2月11日，此路線因2019冠狀病毒病第五波疫情而暫時停駛。同月，運輸署在《2022－2023年度巴士路線計劃》指出202線自開辦起客量持續偏低，並建議於當年第三季取消此線的服務，由31B線增設南行分段收費、以及新增由2號線及18線的轉乘優惠所取代。即使此線於4月21日恢復平日繁忙時間有限度服務，並於5月3日起恢復提供每天全日服務，但取消服務的建議仍獲得落實，原本擬於同年7月中實施，但因受到地區人士提出異議而需要延遲，最終於同年8月14日起停辦此線。

## 服務時間及班次
202線於取消服務前所有班次均在長沙灣（蘇屋邨）開出，並提供全日服務。以下服務時間及班次資訊以取消服務前為准。
| 長沙灣（蘇屋邨）開 | 長沙灣（蘇屋邨）開 |
| 服務時間           | 班次（分鐘）       |
| ------------------ | ------------------ |
| 07:55－08:55       | 20                 |
| 08:55－23:25       | 30                 |

## 收費
202線在取消服務前全程收費為$5.2，不設分段收費。
202線在取消服務前設有12歲以下小童及65歲或以上長者半價優惠，當中60歲－64歲香港居民、65歲或以上長者與合資格殘疾人士如以指定八達通繳付此線的車資，均可享有長者及合資格殘疾人士公共交通票價優惠計劃提供的$2票價優惠。乘客登車時需以現金或八達通卡繳付車資，不設找贖；而每位成人乘客可免費帶同最多兩名四歲以下而且不佔座位的兒童乘車。此外，乘客亦可透過多元化電子支付系統（e度嘟）繳付車資，乘客使用此付款方式不能享有與非九巴／龍運路線之轉乘優惠，亦不能享有「公共交通費用補貼計劃」及「長者及合資格殘疾人士乘車優惠計劃」。

## 用車
此路線停辦前和主路線2號線共用11輛雙層空調巴士提供服務，並抽調來自該線來自荔枝角車廠管理之Enviro500 MMC（ATENU）行走。

## 行車路線

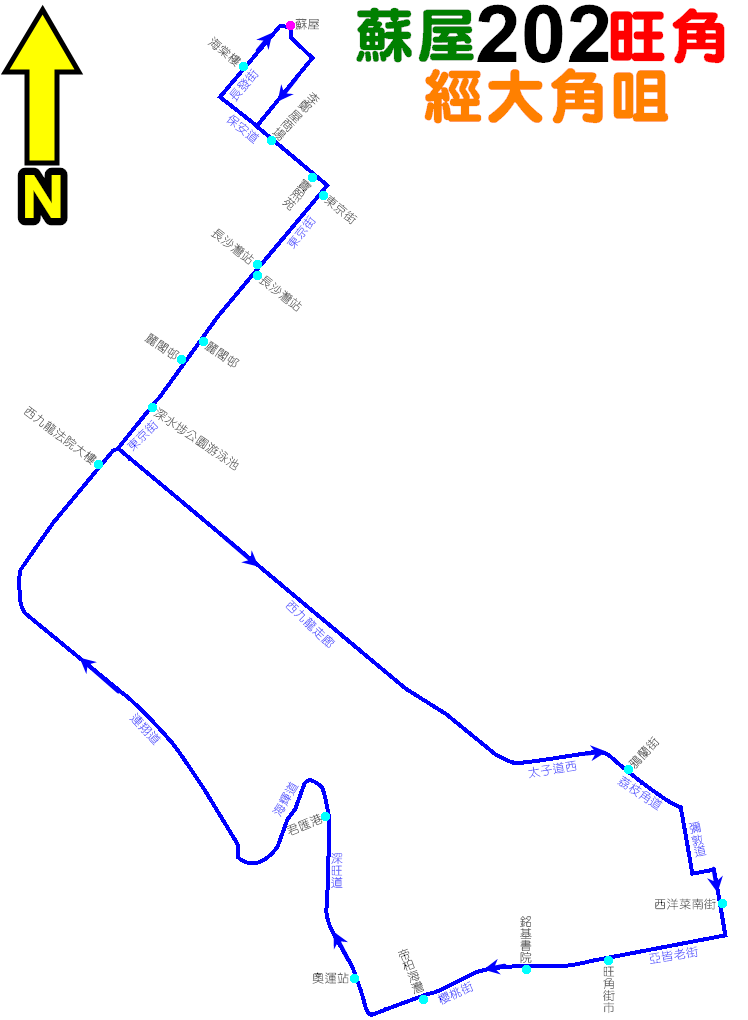
202線的走線圖

202線由長沙灣（蘇屋邨）開出的班次途經廣利道、發祥街、保安道、東京街、通州街、西九龍走廊、太子道西、荔枝角道、彌敦道、旺角道、西洋菜南街、亞皆老街、櫻桃街、深旺道、海輝道、連翔道、東京街西、東京街、保安道及長發街，具體停站請參考資訊框。

## 使用狀況
長沙灣蘇屋邨與旺角近在咫尺，202線標榜的「特快」定位未能顯著縮短車程；加上班次疏落，於旺角一帶的站位亦與其他前往長沙灣的路線分開，難以吸引乘客，只能靠大角咀為主要客源，客量持續偏低。2022年2月，運輸署在《2022－2023年度巴士路線計劃》指出此線自開辦起客量持續偏低，每日載客量僅380人，最繁忙一小時的載客率僅8%，非繁忙時間的平均載客量只有3%，而利用此線由大角咀前往長沙灣的乘客人數亦只有80人，即使深水埗區議會擔心取消此線會影響原有往返蘇屋邨和旺角的乘客，運輸署和九巴仍執意停辦此線。事後，有地區組織批評當局未有貼近乘客實際需求來規劃交通，直至此線取消時，居民的交通需求始終未被正視，而區內交通不但未作任何改善，反遭剝奪資源作結。